# 埼玉県立川越工業高等学校
埼玉県立川越工業高等学校（さいたまけんりつかわごえこうぎょうこうとうがっこう）は、埼玉県川越市にある県立工業高等学校。

## 概要
明治41年4月に埼玉県立川越染織学校として開校し、平成19年に創立百周年を迎えた埼玉県で最も歴史と伝統のある男女共学、全定併置の工業高校。JR川越線・東武東上本線「川越駅」より徒歩10分、西武新宿線「本川越駅」より徒歩7分の交通便利な地点にある。通称「川工（かわこう）」。
2018年5月に創立百十周年を迎える。

## 設置学科
- 全日制課程 - デザイン科・化学科・建築科・機械科・電気科
- 定時制課程 - 工業技術科（機械類型・電気類型）・普通科

## 校訓・目指す学校像

### 校訓
誠実・勤勉・創意

### 目指す学校像

#### 全日制課程
校訓「誠実・勤勉・創意」を基本とする教育活動を通して、健康で人間性豊かな実践的技術者を育成する。

#### 定時制課程
校訓「誠実・勤勉・創意」を基本とする教育活動を通して、社会の変化に主体的に対応する能力の育成に向け、その基礎・基本を養う。

## 沿革
- 1908年5月 - 埼玉県立川越染織学校として開校
- 1912年3月 - 図案科を併設する
- 1918年4月 - 埼玉県立工業学校と改称
- 1937年4月 - 埼玉県立川越工業学校と改称
- 1941年3月 - 応用化学科を増設
- 1942年3月 - 建築科を増設
- 1943年4月 - 染織科を紡織科に、応用化学科を工業化学科に改称。
- 1943年4月 - 図案科を廃止
- 1944年3月 - 機械科を増設
- 1948年4月 - 埼玉県立川越工業高等学校となる
- 1958年4月 - 定時制を併置する
- 1959年4月 - 電気科を増設
- 1974年4月 - 紡織科を繊維工学科と改称
- 1987年4月 - 繊維工学科を繊維デザイン科に転科し、共学となる
- 1991年4月 - 全学科共学となる
- 1994年4月 - 工業化学科を化学技術科に再編
- 1996年2月 - 開校記念日が5月7日に変更となる
- 2001年4月 - 電気科1学級減となる
- 2007年11月 - 創立100周年記念式典を挙行する
- 2008年4月 - 繊維デザイン科をデザイン科、化学技術科を化学科に再編

## 所在地
- 埼玉県川越市西小仙波町2丁目28番地1

## 部活動
部活動が盛んである野球部は、第51回全国高等学校野球選手権大会と、第55回全国高等学校野球選手権大会と二度、全国高等学校野球選手権大会に出場。特に1973年の第55回大会はベスト4に進出、準決勝で優勝した広島商に敗れた。自転車競技部とソフトテニス部・柔道部も県の強豪である。

### 全日制
- 野球部
- 卓球部
- 水泳部
- 柔道部
- 剣道部
- 弓道部
- 応援部
- 空手道部

- ラグビー部
- サッカー部
- 陸上競技部
- 自転車競技部
- バドミントン部
- ソフトテニス部
- バレーボール部
- ソフトボール部
- バスケットボール部

- 山岳部（平成24年度に同好会から再昇格。創部昭和25年。）
- 美術部
- 茶道部
- 吹奏楽部
- 科学部
- 写真部
- 情報技術部
- 電気部
- 機械部

- 現代ギター部
- 将棋部
- 建築同好会
- 釣り同好会
- 家庭科同好会
- 演劇同好会
- 漫画文芸研究同好会

### 定時制
- 野球部
- 陸上部
- 卓球部
- サッカー部
- バスケットボール部
- バドミントン部
- 軽音部
- 文芸創作部
- 囲碁・ 将棋部
- 写真部
- パソコン部

## 受賞記録
- 2015年11月-電気科課題研究「電車班」とデザイン科の有志が秋田県由利本荘市の由利高原鉄道で行われたエボルタチャレンジ2015（主催：パナソニック株式会社）で"Longest distance traveled by a vehicle on a railway track powered by dry cell batteries."(乾電池で走る車両が線路上を走行した最高距離) として2015年11月3日にギネス世界記録に認定された。

## 著名な出身者
- 荒舩清十郎（自由民主党衆議院議員・運輸大臣・行政管理庁長官・衆議院副議長・衆議院議院運営委員長）
- 柴崎二郎（駐ニカラグア特命全権大使、マナウス総領事）
- 松崎明（動労元委員長、JR東労組顧問）
- 大友康平（HOUND DOG・ミュージシャン）
- 松浦次郎（格闘家、スポーツインストラクター）
- 椎橋章夫（JR東日本IT・Suica事業本部副本部長兼企画部長、Suica開発者）
- 太田耕二（競輪選手）
- 太田真一（競輪選手）
- 平原康多（競輪選手）
- 宿口陽一（競輪選手）
- 安彦統賀（競輪選手、元俳優）
- 細田愛未（女子競輪選手）
- 新井美菜（女子競輪選手）
- 飯田風音（女子競輪選手）
- 中島瞳（女子競輪選手）
- 森田斌（元プロ野球選手）
- 香坂英典（元プロ野球選手）
- 石田雅彦（元プロ野球選手）
- 佐藤剛（元プロ野球選手）
- 狩野行寿（元プロ野球選手）
- 太田賢吾（プロ野球選手、東京ヤクルトスワローズ）
- 野島正弘（元社会人野球選手）
- 須長三郎（高校野球指導者）
- 田中啓一（前埼玉県蕨市長）
- 平山誠（新党日本参議院議員）

## 主な発祥キャラクター
- コバトン（埼玉県のマスコット）

埼玉県の鳥であるシラコバトをモチーフにした、埼玉県のマスコット。2004年に埼玉県で開催された彩の国まごころ国体の大会マスコットとして、当時繊維デザイン科に在学していた生徒によってデザインされた。2005年より県のマスコットとなった。